# Texas Guinan
Pour les articles homonymes, voir Guinan.
Mary Louise Cecilia « Texas » Guinan (12 janvier 1884 à Waco, Texas aux États-Unis - 5 novembre 1933 à Vancouver au Canada) était une chanteuse, une comédienne de cinéma et une célèbre tenancière américaine de cabarets.

## Biographie

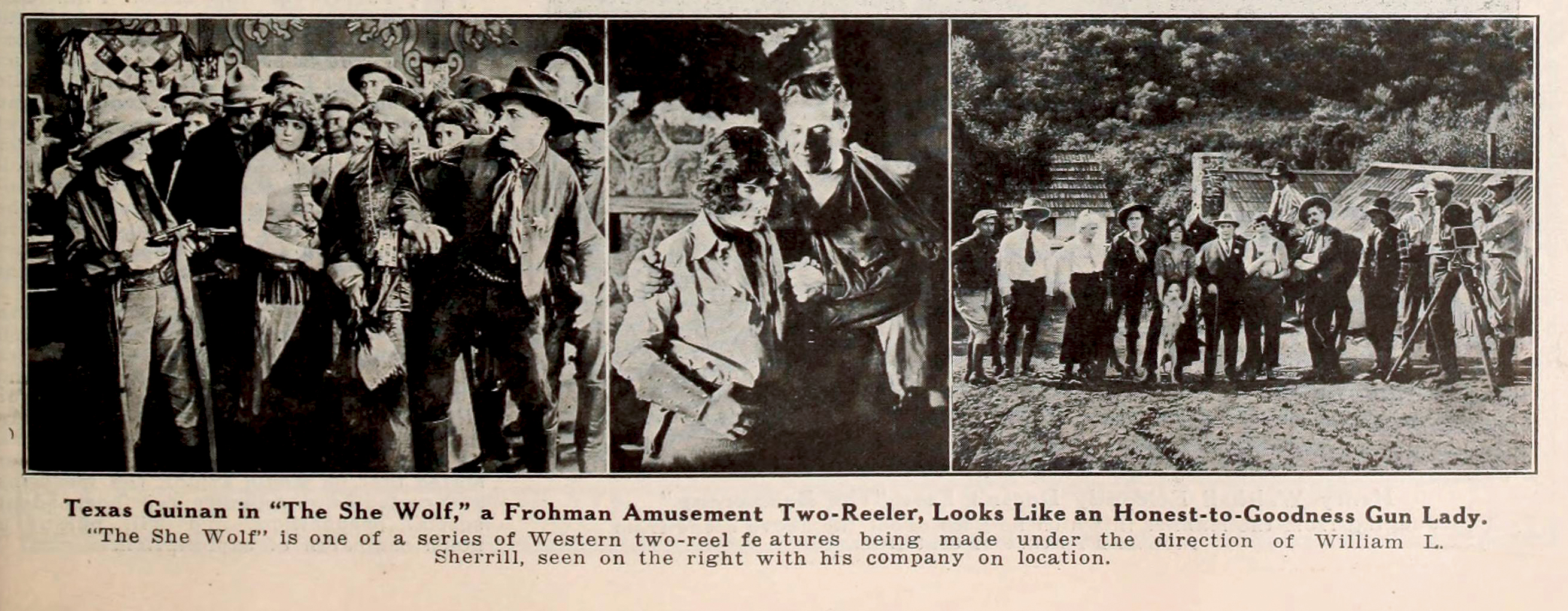
She The Wolf (1919)

Texas Guinan est née au Texas de parents provenant du Québec au Canada. En effet, ses parents Michael et Bessie Duffy Guinan (d'origine irlandaise) sont nés à Sherbrooke.
Texas Guinan étudie le chant et offre quelques performances à Chicago au début des années 1900.
En 1906, elle s'installe à New York où elle trouve des petits rôles de danseuse dans les cabarets new-yorkais et les revues de vaudeville.
En 1910, elle apparait dans l'opéra-comique, The Kissing Girl, une production itinérante de John Slocum. Après les représentations à San Francisco et à Oakland, Guinan joue le rôle-titre de la pièce au Victory Theatre de San Jose le 15 décembre 1910.
En 1917, Texas Guinan fait ses débuts au cinéma dans le film muet The Wildcat. Elle devient la première cowgirl au cinéma et on la surnomme la "Reine de l'ouest". Elle participera à d'autres films et deviendra une immense vedette aux États-Unis.
Après l'entrée en vigueur de la prohibition aux États-Unis en 1920, elle ouvre un cabaret 300 Club à New York qui lui vaudra un succès phénoménal mais aussi beaucoup d'ennuis avec la police. Elle s'y fera connaître par son cri de ralliement nocturne Hello Suckers !. Elle pouvait gagner jusqu'à $ 30 000 par mois dans les années 1920.
Elle fera de nombreux passages à Montréal entre la fin des années 1920 et 1933. En fait, elle sera associée au Cabaret Frolics de Montréal qu'elle inaugurera en 1930. Rapidement, elle est surnommée the "Queen of the Main".
Sa présence assidue à Montréal amènera d'autres vedettes de New York vers la scène naissante et effervescente des cabarets montréalais du début des années 1930.
À cause des racines québécoises de ses parents, elle restera très attachée à Montréal et au Québec et refusera souvent des cachets plus importants ailleurs pour venir travailler au Cabaret Frolics de Montréal.
Elle a son étoile au Hollywood Walk of Fame.

## Filmographie partielle
- 1918 : La Fille du ranch (The Gun Woman) de Frank Borzage
- 1932 : Tout au vainqueur (Winner Take All) de Roy Del Ruth
- 1933 : Nuits de Broadway (Broadway Through a Keyhole) de Lowell Sherman

## Anecdote
- Madonna et Martin Scorsese ont planifié en 2004 de co-produire le film Hello Suckers !, un film dans lequel Madonna incarnerait Texas Guinan. Ce projet ne s'est jamais réalisé.

- Le journal montréalais The Gazette a réalisé un article important sur le Cabaret Frolics et la présence de Texas Guinan à Montréal : Hello suckers, said Texas, first "Queen of the Main" (26 janvier 1963).